# Ямышевские крепостные ворота
Ямышевские крепостные ворота — памятник архитектуры в городе Семее, единственная уцелевшая часть Семипалатной крепости, заложенной в 1718 году. В 1982 году были включены в список памятников истории и культуры республиканского значения и взяты под охрану государства.

## История
Ворота построены из горного плитняка и обожжённого кирпича в виде арки. Стены арки толщиной 2 м и глубиной около 10 м. При строительстве было использовано 203 м³ кирпича. Рядом с воротами установлены пушки 1776 года.
В начале XX века крепость утратила свое военное значение, но Ямышевские ворота решили сохранить как архитектурный памятник. В 1932 году был поднят вопрос о сносе крепостных ворот, в 1941 году горсовет вынес решение о сносе из-за «отсутствия за Ямышевскими воротами большого исторического значения и неудачного их расположения, которое нарушает планировку одной из центральных улиц г. Семипалатинска, предполагаемой к реконструкции». Но в итоге 29 мая 1941 года было принято решение о ремонте и реставрации Ямышевских ворот.
В 1970-е годы ворота препятствовали строительству туннеля для подъезда к железной дороге. Поэтому было принято решение перенести их на 50 м ближе к реке Иртыш. Они были разобраны и выстроены заново с сохранением внешнего облика.